# Malteški pas
Malteški pas (Mljetski pas, Mljetski psić, Maltezer, Maltezac, Maltezer od  ; ital. Maltese, sloven. Maltežan) je rasa domaćih pasa priznata od Međunarodnog kinološkog saveza u grupi patuljastih pasa i pasa za pratnju. Rasa koju poznajemo danas ima poreklo od pradavnih pasa koje vežemo uz nazive Jadranskog ostrva Mljeta, izgubljenog Sicilijanskog gradića Melita i ostrva Malte.   Jedna je od najstarijih rasa pasa.
Po zvaničnim podelama, odnosno određivanjima zemlje porekla; maltezac ima kao zemlju porekla celokupni centralni Mediteran. Samo je patronat nad rasom dodeljen Italiji.
Najstariji crtež mljetskog psa nalazi na jednoj vazi koja je pronađena u Etrurskom mestu Vulci. Na njoj je predstava jednog patuljastog psa koji podseća na špica i ima veoma dugu dlaku. Arheologija je ustanovila da se radi o Atinskoj školi, 500 godina pre nove ere. Kinolozima je od značaja natpis Melitaie koji stoji iznad slike. Upravo je Jadransko ostrvo Mljet to mesto koje se najduže kroz istoriju naziva lat. Melita, a posle toga ital. Méléda.
Aristotel daje prvi opis iako samo naziva rase, ali ne navodi mesto nastanka. Aristotel navodi naziv Melitaei catelli (Melitaeus catellus) te psa upoređuje s lat. mustelae (kunama). Grčki pisac Kalimah (lat. Callimachus) u prvom pisanom izveštaju dokumentuje poreklo mljetskog psa. Opisao je Canis melitaeus 230 godina pre nove ere kao patuljastog psa koji potiče sa ostrva Melitae, ispred jadranske obale, blizu Korčule. 
Plinije Stariji (23. pr. n. e. – 79. n. e.) pisao je takođe o ovim psima i potvrdio izveštaj upravnika Aleksandrijske biblioteke, Kalimaha. Prvi koji je pogrešno naveo mesto odakle potiču ovi psi bio je Strabon (oko 60 pr. n. e. – 24. n. e.) On je napisao da ovi psi potiču sa Malte iako neki kasniji autori citirajući njegovo djelo govore kako je Strabon naznačio samo da se iz grada Melita na Siciliji izvoze ovi psi. Zanimljivo je da autor navodi kako tadašnji guverner Malte ima veoma lijepog malteškog psa koji se zvao lssa. Poznato je da lssa predstavlja latinski naziv za otok Vis, a on je sa Hvarom, Korčulom, Lastovom i Mljetom bio grčka kolonija.
O mljetskom psu pisao je i Aldrovandi (1522—1607). Najzanimljivija je u njegovom opisu podjela maltezaca na one s kratkom i one s dugom dlakom.
Ljekar britanske kraljice John Caius izdao je 1563. godine knjigu u kojoj navodi izveštaj Kalimaha, ali takođe samostalno poistovećuje ostrvo Melita (Mljet) sa Maltom i ove pse naziva malteški pinč.
Gessner je 1563. opisao ove pse uz navod da su to veoma skupi psi i da imaju belu dlaku, a na telu se javljaju crvena polja. Njihovo poreklo vidi u Francuskom gradu Lijonsu.
U Englesku su 1520. godine stigli prvi primerci. Ticijan Večeli naslikao je mljetskog psa 1576. godine, a prva engleska slika potiče iz 1763. godine.
Popularnost ovih pasa polako je prolazila tako da je uzgoj zamro u 17. i 18. stoljeću. Opstanak rase doveden je u pitanje. Engleski izvori sa početka 20. veka govore da je rase izumrla ili pred izumiranjem. Veruje se da je parenjem sa drugim pasminama očuvana ova rasa i stvorena čitava grupa pasa koji sačinjavaju grupu bišona. Ponekad ovu pasminu nazivaju terijerima, drugi put španijelima, ali ih Briggs ne smatra ni terijerima ni španijelima.
Do danas nije u potpunosti razrešeno kako je maltezac nastao? Ima određenih mišljenja da su preci ovih pasa bili beli ovčarski ili pastirski psi i da je preteča maltesca Canis molossus. Ovakve pretpostavke imaju veoma malo realne osnove. Mnogo je verovatnija teorija koja za osnovu uzima patuljastog belog psa poznatog u klasičnoj Grčkoj. Ovog psa poznavali su i Rimljani i Iliri i Sloveni. S obzirom na postojanje izuzetnih komunikacija između Grčke i Jadranskih otoka, sasvim je moguće da je taj pas dospio do Jadranskih ostrva, i da je tu doživio svoj potpuni razvoj odnosno da se od njega razvio mljetski pas.
Krajem prošlog veka počeo je sistematski uzgoj ovih pasa u Engleskoj. Polazni materijal bio je Maltese-Terrier kako su oni tada nazivali tog psa. Za taj uzgoj obavili su nekoliko uvoza sa kopna (iz Evrope), a osnovni uvozi bili su iz Nemačke i Holandije. Tada su bile dozvoljene i druge boje, a tek posle Prvog svjetskog rata određeno je da maltezac može biti samo bele boje.
Prvo upisani psi bili su Motti i Affi, upisani 1904. u švajcarski rodovnik.
Mljetski psić postao je de iure italijanska rasa pasa 1954. godine kada je na godišnjoj skupštini FCI u Interlakenu (Švajcarska) odlučeno da je Italija staratelj ovoj rasi pasa.

## Spoljašnje veze
1. ↑  Мишић, Милан, ур. (2005). Енциклопедија Британика. Л-М. Београд: Политика : Народна књига. стр. 104. ISBN 86-331-2116-6.